# Lista de eleições em 2025
Esta é uma lista de eleições que estão previstas para serem realizadas em 2025.

## África
- Burundi
  - Eleição parlamentar no Burundi em 2025, 5 de junho
- Camarões
  - Eleição presidencial em Camarões em 2025, 5 de outubro
  - Eleição parlamentar em Camarões em 2025
- Comores
  - Eleição parlamentar no Comores em 2025, 12 de janeiro
- Costa do Marfim
  - Eleição presidencial na Costa do Marfim em 2025, outubro
- Egito
  - Eleição parlamentar no Egito em 2025
- Gabão
  - Eleição geral no Gabão em 2025, agosto
- Malawi
  - Eleição geral no Malawi em 2025, 16 de setembro
- República Centro-Africana
  - Eleição geral na República Centro-Africana em 2025, dezembro
- Seychelles
  - Eleição geral em Seychelles em 2025, 27 de setembro
- Somália
  - Eleição geral na Somália em 2025, setembro
- Tanzânia
  - Eleição geral na Tanzânia em 2025, outubro
- Togo
  - Eleição presidencial no Togo em 2025

## América
- Argentina
  - Eleição legislativa na Argentina em 2025, 26 de outubro
  - Eleições provinciais na Argentina em 2025
- Belize
  - Eleição geral no Belize em 2025
- Bolívia
  - Eleição geral na Bolívia em 2025, 17 de agosto[2]
- Canadá
  - Eleição federal no Canadá em 2025, deve ser realizada até 20 de outubro
  - Eleição geral no Yukon em 2025, 3 de novembro
  - Eleição geral em Terra Nova e Labrador em 2025, 24 de novembro
- Chile
  - Eleição geral no Chile em 2025, 23 de novembro (primeiro e 21 de dezembro (potencial segundo turno)
- Curaçau
  - Eleição geral em Curaçau em 2025, 21 de março
- Equador
  - Eleição geral no Equador em 2025, 9 de fevereiro (primeiro turno) e 13 de abril (potencial segundo turno)[3]
- Estados Unidos
  - Eleições nos Estados Unidos em 2025, 4 de novembro
    - Eleições governamentais nos Estados Unidos em 2025
    - Eleições legislativas estaduais nos Estados Unidos em 2025
- Groenlândia
  - Eleição geral na Groenlândia em 2025, 6 de abril
- Guiana
  - Eleição geral na Guiana em 2025
- Honduras
  - Eleição geral em Honduras em 2025
- Jamaica
  - Eleição geral na Jamaica em 2025
- México
  - Eleição Extraordinária do Poder Judiciário em 2025, 1 de junho
- São Vicente e Granadinas
  - Eleição geral em São Vicente e Granadinas em 2025, novembro
- Suriname
  - Eleição geral no Suriname em 2025, 25 de maio
- Trinidad e Tobago
  - Eleição geral em Trinidad e Tobago em 2025
- Uruguai
  - Eleições municipais no Uruguai em 2025, maio
- Venezuela
  - Eleição parlamentar na Venezuela em 2025
  - Eleições regionais na Venezuela em 2025

## Ásia
- Coreia do Sul
  - Eleição presidencial na Coréia do Sul em 2025, 3 de junho
- Filipinas
  - Eleição geral nas Filipinas em 2025, 12 de maio
- Índia
  - Eleições na Índia em 2025
    - Eleição para a Assembleia Legislativa de Delhi em 2025, fevereiro
    - Eleição para a Assembleia Legislativa de Bihar em 2025
- Irã
  - Eleições locais no Irã em 2025, 20 de junho
- Iraque
  - Eleição parlamentar no Iraque em 2025
- Japão
  - Eleição para a Câmara dos Conselheiros no Japão em 2025
  - Eleição para a prefeitura de Tóquio em 2025, julho
- Malásia
  - Eleição estadual em Sabah em 2025
- Quirguistão
  - Eleição parlamentar no Quirguistão em 2025
- Paquistão
  - Eleição para a Assembleia do Guilguite-Baltistão em 2025, 1 de janeiro
- Singapura
  - Eleição geral em Singapura em 2025
- Tajiquistão
  - Eleição parlamentar no Tajiquistão em 2025, 2 de março (câmara baixa) e 28 de março (câmara alta)

## Europa
- Abecásia
  - Eleição presidencial na Abecásia em 2025, 15 de fevereiro[a]
- Albânia
  - Eleição parlamentar na Albânia em 2025, 11 de maio
- Alemanha
  - Eleição estadual de Hamburgo em 2025, 2 de março
  - Eleição federal na Alemanha em 2025, 23 de fevereiro
- Áustria
  - Eleição estadual em Burgenland em 2025, 19 de janeiro
  - Eleição estadual em Vienna em 2025
- Bielorrússia
  - Eleição presidencial na Bielorrússia em 2025, 26 de janeiro
- Croácia
  - Eleição presidencial na Croácia em 2024–25, 12 de janeiro (segundo turno)
  - Eleições locais na Croácia em 2025, maio
- Chéquia
  - Eleição parlamentar na Chéquia em 2025
- Dinamarca
  - Eleições locais na Dinamarca em 2025, 18 de novembro
- Estônia
  - Eleições municipais na Estônia em 2025, outubro
- Finlândia
  - Eleições municipais na Finlândia em 2025, 13 de abril
- Geórgia
  - Eleições locais na Geórgia em 2025, outubro
- Irlanda
  - Eleição para o Senado da Irlanda em 2025, 29-30 de janeiro
  - Eleição presidencial na Irlanda em 2025, outubro
- Itália
  - Eleições locais na Itália em 2025, setembro
  - Eleições regionais na Itália em 2025, setembro
- Kosovo
  - Eleição parlamentar no Kosovo em 2025, 9 de fevereiro
- Letônia
  - Eleições municipais na Letônia em 2025, junho
- Liechtenstein
  - Eleição geral em Liechtenstein em 2025, 9 de fevereiro
- Moldávia
  - Eleição parlamentar na Moldávia em 2025
- Macedônia do Norte
  - Eleições locais na Macedônia do Norte em 2025
- Noruega
  - Eleição parlamentar na Noruega em 2025, 8 de setembro
- Polônia
  - Eleição presidencial na Polônia em 2025
- Portugal
  - Eleições autárquicas portuguesas de 2025
- Reino Unido
  - Eleições locais no Reino Unido em 2025, 1 de maio
- Romênia
  - Eleição presidencial na Romênia em 2025, 23 de março (primeiro turno) e 6 de abril (potencial segundo turno)
- Rússia
  - Eleições na Rússia em 2025, 14 de setembro

## Oceania
- Austrália
  - Eleição estadual na Austrália Ocidental em 2025, 8 de março
  - Eleição federal na Austrália em 2025
- Micronésia
  - Eleição parlamentar na Micronésia em 2025, 4 de março
- Nauru
  - Eleição parlamentar em Nauru em 2025
- Nova Zelândia
  - Eleições locais na Nova Zelândia em 2025, 11 de outubro
- Tonga
  - Eleição geral em Tonga em 2025
- Vanuatu
  - Eleição geral em Vanuatu em 2025, 16 de janeiro